# Bungus Selatan
Bungus Selatan is een bestuurslaag in het regentschap Padang van de provincie West-Sumatra, Indonesië. Bungus Selatan telt 3145 inwoners (volkstelling 2010).